# Ghurak
Ghurak († 737/38) war ein sogdischer Herrscher im frühen 8. Jahrhundert.
Ghurak herrschte seit etwa 710 in Samarkand, nachdem der vorherige Herrscher Tarkhun gestürzt worden war. Als die Araber im frühen 8. Jahrhundert in Sogdien einfielen (siehe islamische Expansion), zog er sich zunächst zurück, wurde aber schließlich vom arabischen Gouverneur Qutaiba ibn Muslim in seinem Amt bestätigt.
Ghurak konkurrierte in dieser Zeit mit dem Lokalherrscher Dēwāštič, der selbst Ansprüche auf die Herrschaft in Samarkand erhob. Beide hatten sich zwar mit der arabischen Herrschaft arrangiert, waren aber dennoch bestrebt, Handlungsspielraum zu gewinnen. So bat Ghurak 718/19 um Unterstützung gegen die Araber am chinesischen Kaiserhof der Tang-Dynastie, verhielt sich ansonsten aber formal loyal. Als es 722 zum Aufstand in Sogdien kam, blieb Ghurak inaktiv, während Dēwāštič sich daran beteiligte. Der Sieg der Araber kostete Dēwāštič Herrschaft und Leben, wohingegen Ghurak seine Stellung behielt. Als bald darauf lokale türkische Herrscher gegen die Araber vorgingen, unterstützte Ghurak den Türgesch-Herrscher Suluk, der 731 Samarkand eroberte.
Ghurak starb 737/38, kurz bevor die Araber den militärischen Widerstand der sogdischen und türkischen Lokalherrscher in Transoxanien endgültig brachen.